# Cara, insopportabile Tess
Cara, insopportabile Tess (Guarding Tess) è un film del 1994 diretto da Hugh Wilson, con Shirley MacLaine e Nicolas Cage.
Per la sua interpretazione, Shirley MacLaine è stata candidata al premio come miglior attrice ai Golden Globe 1995.

## Trama
Doug Chesnic, meticoloso e ligio ai regolamenti agente del Servizio Segreto statunitense, è il responsabile della sicurezza di Tess Carlisle, vedova di un Presidente degli Stati Uniti, una signora testarda ed eccentrica che nel film vive a Somerville (Ohio). Una signora sola, con i figli lontani e che ha come unica compagnia il personale domestico, tra cui la segretaria nevrotica Kimberly Cannon. A causa dell'intransigente carattere della signora Carlisle, abituata ad avere una volta potere e onori, l'agente Chesnic odia lavorare al fianco della donna, che lo sfrutta quasi come un cameriere, mettendolo in cattiva luce agli occhi dei superiori, si lamenta di lui, lo accusa persino di aver rubato delle rose e lo racconta al Presidente per telefono.
Quando sta per essere riassegnato dopo la fine dell'incarico, il Presidente in persona, su pressione della stessa Carlisle, lo invita a ricoprire l'incarico per altri tre anni. Chesnic accetta di malavoglia e torna alla routine di litigi, per la testardaggine dell'ex-first lady, ma anche di stima reciproca. Un'indagine dell'FBI rivela che mancamenti e mal di testa della vedova sono causati da un tumore cerebrale inoperabile. Ci sono momenti alti e bassi, come quando Tess è felice per l'arrivo del figlio Barry, che parla però solo di questioni finanziarie, o per la visita del Presidente nella biblioteca del suo predecessore, il marito di Tess, visita poi cancellata per sopraggiunti impegni di Stato. 
Un giorno Tess fa una gita col suo autista Earl al volante, senza la guardia di Doug. Ma l'auto non fa ritorno: Chesnic capisce che è stata rapita e fa di tutto per ritrovarla e salvarla. L'autista è trovato ferito e viene ricoverato in ospedale: ha tracce di bruciatura sul collo e Chesnic sospetta che la vedova si sia cercata di difendere con un accendino. Chesnic s'innervosisce: con l'arma in dotazione minaccia l'autista sul letto d'ospedale e, ostacolato da un collega, spara un colpo verso un dito del piede di Earl. Questo, spaventato, confessa che Tess è stata rapita dalla propria sorella con la complicità del marito. 
I due rapitori vengono trovati e arrestati in una fattoria, dove hanno nascosto Tess sotto il fieno.  Fortunatamente viva, viene portata in ospedale. Il film si chiude con la scena di lei che si rifiuta di sedersi sulla sedia a rotelle, pratica americana obbligatoria al congedo dei pazienti dalle strutture sanitarie. Doug Chesnic s'impunta e ordina, alzando la voce:  Tess, sali sulla maledetta sedia. Tess a questo punto obbedisce e tocca sulla mano l'agente Doug, dicendo: Molto bene Doug, andrà tutto bene.